# 日本紅茶協会
日本紅茶協会（にほんこうちゃきょうかい、英: Japan Tea Association）とは、日本における紅茶の業界団体。1939年（昭和14年）設立。紅茶メーカーや紅茶の輸入業者、紅茶生産国の在日政府機関などで組織されている。

## 協会概要
- 本部所在地 - 〒105-0021 東京都港区東新橋2-8-5　東京茶業会館6階

## 活動内容
- 国内外の省庁・機関等との窓口業務
- 紅茶の日（毎年11月1日）[1]を中心とした宣伝・啓蒙活動、民間企業でのティーセミナーの実施、「おいしい紅茶の店」の認定制度
- 「ティーインストラクター」資格認定制度の実施

## 会員
会員　（50音順）
- 石光商事
- 伊藤園
- 伊藤園産業
- UCC上島珈琲
- エスビー食品
- エムシーフーズ
- エムズプランニング
- 大塚食品
- カーギルジャパン
- 片岡物産
- カレルチャペック
- キーコーヒー
- キャピタル
- キリンビバレッジ
- 共栄製茶
- 神戸紅茶
- ジャパン・ティー・トレーディング
- ジャパン・ビジネス・サービス
- ジャワティー・ジャパン
- JANAT INTERNATIONAL
- JAFFERJEE BROTHERS
- 新宿高野
- スタッセンジャパン
- セレクティー
- センチュリートレーディングカンパニー
- tastea
- TRC JAPAN
- ティージュ
- 桐葉舎ジークレフ
- デコラージュ
- 富永貿易
- 福寿園
- プリミアスティージャパン
- マリアージュフレール
- 三井農林
- 三井物産
- ユーハイム
- 名糖産業
- 豊産業
- ユニリーバ・ジャパン・ホールディングス
- LA DITTA
- リーフル
- ルピシア
- ワルツ

賛助会員
- アイマテック
- ウェルストン
- カワサキ機工
- キョーワズ珈琲
- タチバナ産業
- テクニフラコンサルティング
- フィスカーズジャパン
- 仲井玄米茶屋
- 不双産業

特別会員
- Tea Board India （インド）
- Sri Lanka Tea Board （スリランカ）
- Tea Board of Kenya  （ケニア）
- P.T. Agrijaya （インドネシア）
- TEA ASSOCIATION OF MALAWI （マラウイ）

## 沿革
- 1939年（昭和14年） - 財団法人日本紅茶協会（旧）発足
- 1971年（昭和46年） - 紅茶の輸入自由化が実施されたことを機に、日本紅茶協議会発足
- 1983年（昭和58年） - 毎年11月1日を「紅茶の日」と制定
- 1984年（昭和59年） - 日本紅茶協議会を改組、日本紅茶協会に改称
- 1988年（昭和63年） - 「おいしい紅茶の店」認定制度発足
- 2025年（令和7年） - 毎年6月10日を「アイスティーの日」と制定[2]